# 首藤凜
首藤 凜（しゅとう りん、1995年- ）は、日本の映画監督・脚本家である。東京都出身。テレビマンユニオン所属。

## 略歴
早稲田大学の映画研究会にて映画制作をスタート。
2016年、監督・脚本を手掛けた映画『また一緒に寝ようね』がぴあフィルムフェスティバル2016に入選し、審査員特別賞と映画ファン賞(ぴあ映画生活賞)を受賞。
2017年、オリジナル作品『なっちゃんはまだ新宿』が自主映画の祭典「MOOSIC LAB2017」にて準グランプリを受賞。劇場公開される。
2021年、監督・脚本を務める『ひらいて』（綿矢りさ原作）が公開。

## 作品

### 映画
- 「また一緒に寝ようね」（2016年）-監督/脚本
- 「君がいて完成するパズル」(2017年) -脚本(羽鳥みきパート)
- 「なっちゃんはまだ新宿」（2017年）-監督/脚本
- 「21世紀の女の子 」(2019年) -監督/脚本
- 「ひらいて」 (2021年）-監督/脚本
- 「欲しがり奈々ちゃん ～ひとくち、ちょうだい～」（2021年）-脚本[2]
- 「可愛かった犬、あんこ」（2022年）-脚本

### ドラマ
- WOWOWオリジナルドラマ「竹内涼真の撮休」第1話（2020年11月放送予定、WOWOWプライム）-脚本
- WOWOWオリジナルドラマ「にんげんこわい」第1話「心眼」-脚本
- WOWOWオリジナルドラマ「にんげんこわい２」第1話「紙入れ」 第4話「鰍沢」 最終話「笠碁」-脚本
- ドラマ「ブルースカイコンプレックス」-脚本
- Netflixシリーズ「恋愛バトルロワイヤル」第3話 第5話 第7話 -脚本

### MV
- ゆっきゅん「次行かない次」 -監督